# Convention C105 sur l'abolition du travail forcé
Lire en ligne

Texte de la Convention sur le site officiel de l'OIT

C029 - Convention (n° 29) sur le travail forcé, 1930
Convention 105 sur abolition du travail forcé est une des huit conventions de l'Organisation internationale du travail (OIT) protégeant une liberté fondamentale pour l'OIT,. Cette convention adoptée en 1957 prohibe le travail forcé y compris en cas de la sanction pour le grève, d'opinions politiques interdite ou le moyen le développement.
Cette convention est ratifiée par 178 pays.

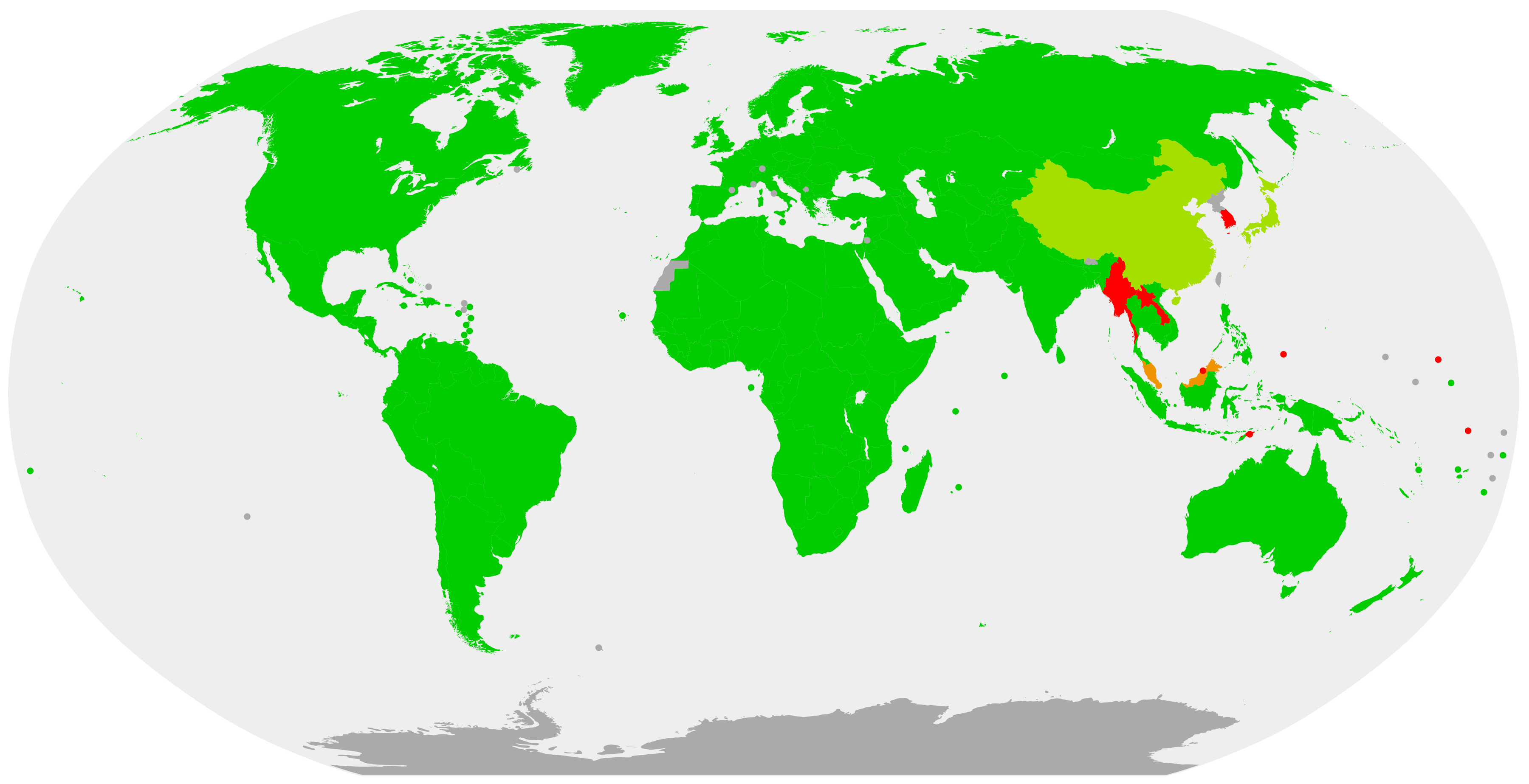
En vert, les pays signataires de la Convention C105.

## Contenu de la Convention
La Convention commence par définir, non pas le travail forcé mais le travail forcé prohibé.
Ainsi l'article 1 dispose :
« Tout Membre de l'Organisation internationale du Travail qui ratifie la présente convention s'engage à supprimer le travail forcé ou obligatoire et à n'y recourir sous aucune forme :
(a) en tant que mesure de coercition ou d'éducation politique ou en tant que sanction à l'égard de personnes qui ont ou expriment certaines opinions politiques ou manifestent leur opposition idéologique à l'ordre politique, social ou économique établi ;
(b) en tant que méthode de mobilisation et d'utilisation de la main-d’œuvre à des fins de développement économique ;
(c) en tant que mesure de discipline du travail ;
(d) en tant que punition pour avoir participé à des grèves ;
(e) en tant que mesure de discrimination raciale, sociale, nationale ou religieuse. »